# Рудники Ішимської групи
Рудники Ішимської групи – сукупність підприємств з видобутку урану, які діяли на півночі Казахстану у складі Рудоуправління №4 Цілинного гірничо-хімічного комбінату (ЦГХК).
Рудоуправління №4 включало:
-   створені для розробки Ішимського родовища рудники №1 та №2 (працював з ділянкою Центральна та знаходився за півтора кілометри від рудника №1), що стали до ладу в 1968 та 1971 роках. Також є відомості, що до розробки залучили малі родовища Кубасадорське та Прирічне. Роботи велись підземним способом, зокрема, відомо про існування шахт №2 та №8;
-   рудник №3, що провадив розробку розташованих у одному рудному полі родовищ Шокпак (з 1977-го) та Камишове (з 1988). Роботи також велись підземним способом (при глибині зруднення у 50 метрів).
Продукція рудників відправлялась на гірничометалургійний завод Цілинного ГХК.
В 1980-му через відпрацювання запасів рудників №1 та №2 було прийняте рішення про їх ліквідацію, відповідні роботи провели в 1981 – 1983 роках (втім, залишили частину будівель, що були задіяні для обслуговування рудника №3).
В подальшому на тлі краху планової економіки та припинення радянської ядерної програми весь комбінат потрапив у складне становище та припинив видобуток. Рудник №3 припинив роботу в 1992-му, хоча його запаси були ще не вичерпані.